# Maurice Ducos
Maurice Ducos, né le 15 octobre 1904 à Paris et mort le 30 juin 1983 à Sablé-sur-Sarthe, est un nageur français ayant participé aux Jeux olympiques d'été de 1924 à Paris.

## Biographie
Aux Jeux de Paris, Maurice Ducos est sélectionné pour le 100 mètres dos. Il termine 4e et dernier de sa série en 1 min 25 s et n'est pas qualifié pour les demi-finales.
L'année suivante, le 16 août 1925, il remporte le titre de champion de France du 100 mètres dos, tout en battant un record de France qu'il essayait d'améliorer depuis des mois, en 1 min 22 s. En 1926, il n'est que sur la deuxième place du podium, en 1 min 26 s